# Ian Wright (wioślarz)
Ian Andrew Wright (ur. 9 grudnia 1961 w Wanganui) – nowozelandzki wioślarz. Brązowy medalista olimpijski z Seulu.
Brał udział w trzech igrzyskach olimpijskich (IO 88, IO 92, IO 96). W 1988 brązowy medal zdobył w czwórce ze sternikiem. Osadę tworzyli ponadto Chris White, Andrew Bird, Greg Johnston, George Keys. Był brązowym medalistą mistrzostw świata w 1989 w czwórce bez sternika.